# Iron (Album)
Iron (engl. für ‚Eisen‘) ist das zweite Studioalbum der finnischen Folk-Metal-Band Ensiferum. Das Album wurde am 18. Oktober 2004 durch das Plattenlabel Spinefarm Records veröffentlicht. Nach dem Erscheinen diesen Albums verließ Jari Mäenpää Ensiferum, um sich seiner eigenen Band Wintersun zu widmen.

## Produktion
Aufgenommen wurde das Album in den Sweet Silence Studios in Kopenhagen. Produziert und abgemischt wurde es von Flemming Rasmussen.

## Stil

### Texte
Die Texte drehen sich meist um die nordische Mythologie und die Wikinger. Alle Texte wurden von Jari Mäenpää verfasst, die Lyrics in Tears schrieb er mit der Sängerin Kaisa Saaris. Überdies sind mit Ausnahme einiger finnischer Textpassagen aus Lai Lai Hei alle Texte auf Englisch.

### Musik
Am häufigsten treten gutturaler und hymnenhafter Gesang auf. Ebenfalls finden sich Chöre, Flöten, eine Frauenstimme sowie deutliche humppaeske Folk-Einflüsse in den Liedern. Somit lässt sich das Album nur schwer kategorisieren, da es auch an den Power Metal erinnernde Lieder wie Sword Chant sowie die akustisch vorgetragene Ballade Tears beinhaltet.

### Cover
Das Coverartwork von Kristian Wåhlin zeigt, wie bereits auch auf dem Debütalbum Ensiferum, das Krieger-Maskottchen Ensiferums. Bei Iron steht der Krieger neben seinem Schildbehangenem Pferd auf einem Felssporn und blickt über ein hell erleuchtetes Schlachtfeld unter ihm. Darüber ist das Bandlogo von Ensiferum zu sehen. Anders als bei Ensiferum strahlt hier der Vorder- und Mittelgrund in wärmeren Farbtönen, während der Hintergrund von einer in Blautönen gehaltenen Bergkette dominiert wird.

## Titelliste
1. Ferrum Aeternum – 3:28
2. Iron – 3:53
3. Sword Chant – 4:44
4. Mourning Heart (Interlude) – 1:23
5. Tale of Revenge – 4:30
6. Lost in Despair – 5:37
7. Slayer of Light – 3:10
8. Into Battle – 5:52
9. Lai Lai Hei – 7:15
10. Tears – 3:20
11. Battery (Metallica-Cover) – 5:13 (Bonus-Titel auf der limitierten Fassung)

## Rezension
Robert Müller vom deutschen Metal Hammer bewertete das Album mit 4 von 7 Punkten und schrieb in seiner Kritik:

„[…] Es gelingt Ensiferum, eine dichte Atmosphäre zu weben, dabei nicht nur beiläufig in Richtung der traditionellen Metal-Recken wie Manowar oder Blind Guardian zu nicken und im Kern dem Death Metal moderner finnischer Schule Ehre zu erweisen. Das reicht für vier Punkte, selbst wenn die Klischees manchmal doch etwas dick aufgetragen sind.“